# ブルガン
ブルガン（モンゴル語: ᠪᠤᠷᠬᠠᠨ 転写: bülγan、Bulγan）は、モンゴル帝国（元）のカアンの成宗テムルの皇后。漢字表記は卜魯罕、『集史』のペルシア語表記では بولوغان خاتون Būlūghān khātūn 。バヤウト部族の出身。

## 概要
ブルガンの祖父のブカ・キュレゲンはチンギス・カンの時期に活躍した人物で、十三翼の戦いでバヤウト部を率い奮戦した功績からチンギス家の駙馬たるの栄誉を与えられていた。当時の元の宮廷（オルド）ではチンギス・カンの第一夫人ボルテ、クビライの第一夫人チャブイを出したコンギラト部族が最有力の姻族であった。しかし、大徳3年（1299年）にテムルの第一夫人シリンダリが亡くなったため、コンギラトの出身ではないブルガンが第一夫人になり、さらにテムルを後見してきたコンギラト氏出身の皇太后ココジンが大徳4年（1300年）に没した後は、ブルガンが宮廷の第一実力者となる。テムルは病弱で、晩年はほとんど政務が取れない状況になっていたため、皇后ブルガンが政権を掌握し、テムルにかわって政務をとった。
大徳11年（1307年）にテムルが崩御した後、モンゴルの伝統に従って皇后ブルガンが監国し、政務をとると共に後継カアンの選出にあたったが、ブルガンの生んだテムルの皇子のデイシュ（徳寿） は早世し、テムルには他に男子がなかったため、時局が混乱した。当時、テムルの近親でカアンに適任な皇子にはテムルのすぐ上の兄のダルマバラの遺児のカイシャンとアユルバルワダ兄弟がいたが、彼らの母はコンギラト氏のダギであり、その即位を許せば再びコンギラト部族が政権を握り、ブルガンは実権を失うことが明らかであった。また、ダルマバラの死後、テムルとダギの再婚が取り沙汰されたことがあり、ブルガンは個人的な嫉妬心からダギを敵視していたとも言われる。
ブルガンはあらかじめカイシャンをモンゴル高原に、その弟のアユルバルワダと母のダギを懐州に追いやって首都の大都から遠ざけていたが、ちょうどテムルの従兄弟にあたる安西王アナンダが大都に入朝しようとしていたのに目をつけ、アナンダに接近して即位を持ちかけた。この策動が成功すればますます政権から遠ざけられることを恐れたコンギラト派の重臣は、ひそかに大都に近い懐州からアユルバルワダを呼び寄せ、宮中でクーデターを起こしてブルガンとアナンダを捕らえた。ブルガンは私通の罪で東安州に追放され、続いてアユルバルワダを屈服させて即位したカイシャンの命令によって処刑された。

## バヤウト部ブカ・キュレゲン家
- ブカ・キュレゲン（Buqa Küregen ＞不合古咧堅/bùhé gŭliējiān,بوقا گورکان/Būqā gūrkān）
  - トルクス・キュレゲン（Torqus Küregen ＞脱里忽思/tuōlǐhūsī）
    - ブルガン・カトン（Bulγan qatun ＞卜魯罕/bŭlŭhǎn,بولوغان خاتون/Būlūghān khātūn）